# Miss Ireland

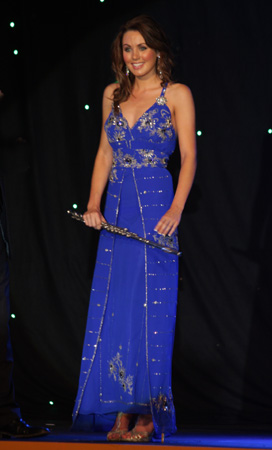
Sinéad Noonan, Miss Ireland 2008

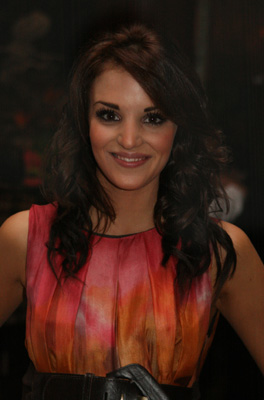
Blathnaid McKenna, Miss Ireland 2007

Miss Ireland ist ein nationaler Schönheitswettbewerb für unverheiratete Frauen in Irland. Es gab ihn bereits vor dem Zweiten Weltkrieg. Aus dieser Zeit sind  Gewinnerinnen bekannt, die an der Wahl zur Miss Europe teilnahmen: 1929 Clara Russell-Stritch, 1930 Vera Curram und 1936 Dany O’Moore. Der jetzige Wettbewerb wird seit den 1950er Jahren von der Miss World Organisation betrieben (entweder direkt oder durch Lizenznehmer). In den 1990er Jahren besaß die in Limerick ansässige Miss Ireland Beauty Pageant Ltd von Kieran Murray die Veranstaltung für einige Jahre. 2003 ging diese an Andrea Roche (Miss Ireland von 1997) und den Unternehmer Mags Humphries, der die Assets Model Agency besitzt.
Die Siegerinnen nehmen traditionell an den internationalen Wahlen zur Miss World und Miss Europe teil, früher auch zur Miss Universe.
Ab 2004 versuchte Murray wieder, Wettbewerbe unter dem Namen Miss Ireland durchzuführen, woran ihn Roche, Humphries und die Londoner Miss World Organisation von Julia Morley gerichtlich hinderten.

## Siegerinnen
| Jahr | Miss Ireland                 |
| ---- | ---------------------------- |
| 1952 | Eithne Dunne                 |
| 1953 | Mary Murphy                  |
| 1954 | Connie Rodgers               |
| 1955 | Evelyn Foley                 |
| 1956 | Amy Kelly                    |
| 1957 | Nessa Welsh                  |
| 1958 | Susan Riddell                |
| 1959 | Ann Fitzpatrick              |
| 1960 | Irene Ruth Kane              |
| 1961 | Olive Ursula White           |
| 1962 | Muriel O’Hanlon              |
| 1963 | Joan Power                   |
| 1964 | Mairead Cullen               |
| 1965 | Gladys Anne Waller           |
| 1966 | Helen McMahon                |
| 1967 | Gemma McNabb                 |
| 1968 | June MacMahon                |
| 1969 | Hilary Clarke                |
| 1970 | Mary Elizabeth McKinley      |
| 1971 | June Glover                  |
| 1972 | Pauline Theresa Fitzsimons   |
| 1973 | Yvonne Costelloe             |
| 1974 | Julie Ann Farnham            |
| 1975 | Elaine Rosemary O’Hara       |
| 1976 | Jakki Moore                  |
| 1977 | Lorraine Bernadette Enriquez |
| 1978 | Lorraine Marion O’Conner     |
| 1979 | Maura McMenamim              |
| 1980 | Michelle Mary Teresa Rocca   |
| 1981 | Geraldine Mary McGrory       |
| 1982 | Roberta Brown                |
| 1983 | Patricia „Trish“ Nolan       |
| 1984 | Olivia Marie Tracey          |
| 1985 | Anne Marie Gannon            |
| 1986 | Rosemary Elizabeth Thompson  |
| 1987 | Adrienne Rock                |
| 1988 | Collette [Colette] Jackson   |
| 1989 | Barbara Ann Curran           |
| 1990 | Siobhán McClafferty          |
| 1991 | Amanda Brunker               |
| 1992 | Sharon Ellis                 |
| 1993 | Pamela Flood                 |
| 1994 | Anna Maria McCarthy          |
| 1995 | Joanne Black                 |
| 1996 | Niamh Marie Redmond          |
| 1997 | Andrea Roche                 |
| 1998 | Vivienne Doyle               |
| 1999 | Emir-Maria Holohan Doyle     |
| 2000 | Yvonne Ellard                |
| 2001 | Catrina Supple               |
| 2002 | Lynda Duffy                  |
| 2003 | Rosanna Diane Davison        |
| 2004 | Natasha Nic Gairbheith       |
| 2005 | Aoife Mary Cogan             |
| 2006 | Sarah Morrissey              |
| 2007 | Blathnaid McKenna            |
| 2008 | Sinéad Noonan                |
| 2009 | Laura Patterson              |
| 2010 | Emma Waldron                 |
| 2011 | Holly Carpenter              |
| 2012 | Rebecca Maguire              |
| 2013 | Aoife Walsh                  |
| 2014 | Jessica Hayes                |
| 2015 | Sacha Livingstone            |
| 2016 | Niamh Kennedy                |